# روحاء
الرَّوْحَاء أو الرِّيَة أو النَنْدُو (الاسم العلمي:Rhea) هو جنس من الطيور يتبع فصيلة الريةوية من رتبة النعاميات. تقطن تلك الطيور في أمريكا الجنوبية، ولها صلة قرابة بالـنعامة والإيمو.

## أنواع
- رية كبرى (الاسم العلمي:Rhea americana)
- رية تَرَبَكِيَّة (الاسم العلمي:Pterocnemia tarapacensis)
- رية ريشية (الاسم العلمي:Rhea pennata)
- رية صغيرة (الاسم العلمي:Rhea nana)

## التصنيف
يوجد نوعان من طائر الروحاء، رية أميركي ورية ريشي. كلا النوعين موشك على أن يصبح مهدداً في نطاق موطنه الأصلي، بينما ينمو قطيع من الرية الكبرى في ألمانيا.

## الموطن
الموطن الأصلي للروحاء هو فقط أميركا الجنوبية حيث توجد في الأرجنتين، بوليفيا، البرازيل، تشيلي، الباراغواي، الأوروغواي والبيرو. تعيش تلك الطيور في الأراضي العشبية وبخاصة الأراضي المفتوحة. يعيش طائر الرية الكبرى في الأراضي العشبية المفتوحة وفي الأراضي الخشبية للبامباس والشاكو، كما أنها تفضل التزاوج قرب الماء والعيش في الأراضي المنخفضة. في المقابل يقطن الرية الريشي في أراضي الأشجار القمئية، الأراضي العشبية وحتى أرض بونا الصحراوية المالحة.
ظهر عدد صغير من السكان في ألمانيا الشرق شمالية، بعد أن هربت عدة أزواج من مزرعة لحوم غريبة بقرب مدينة لوبيك في أواخر التسعينيات. تكيفت تلك الطيور بشكل جيد مع شروط الريف الألماني.

## الوصف
الروحاء طائر كبير لا يطير، ريشه رمادي بني، وسيقانه طويلة وعنقه طويل، وهو يشبه النعامة، ويصل طول ذكر الرية الأمريكي إلى 1.5 متر، ووزنه إلى 40 كيلوغراما، أما أجنحته فكبيرة بالنسبة لطائر لا يطير، فهو يقوم ببسطها عندما يركض لتكون كالأشرعة.
وعلى خلاف كثير من الطيور، فإن الروحاء يملك ثلاثة أصابع في قدمه فقط، ويوجد على رصغه ألواح أفقية من أمامها، كما يقوم بتخزين البول في تركيب يسمى المجرور.

## السلوك

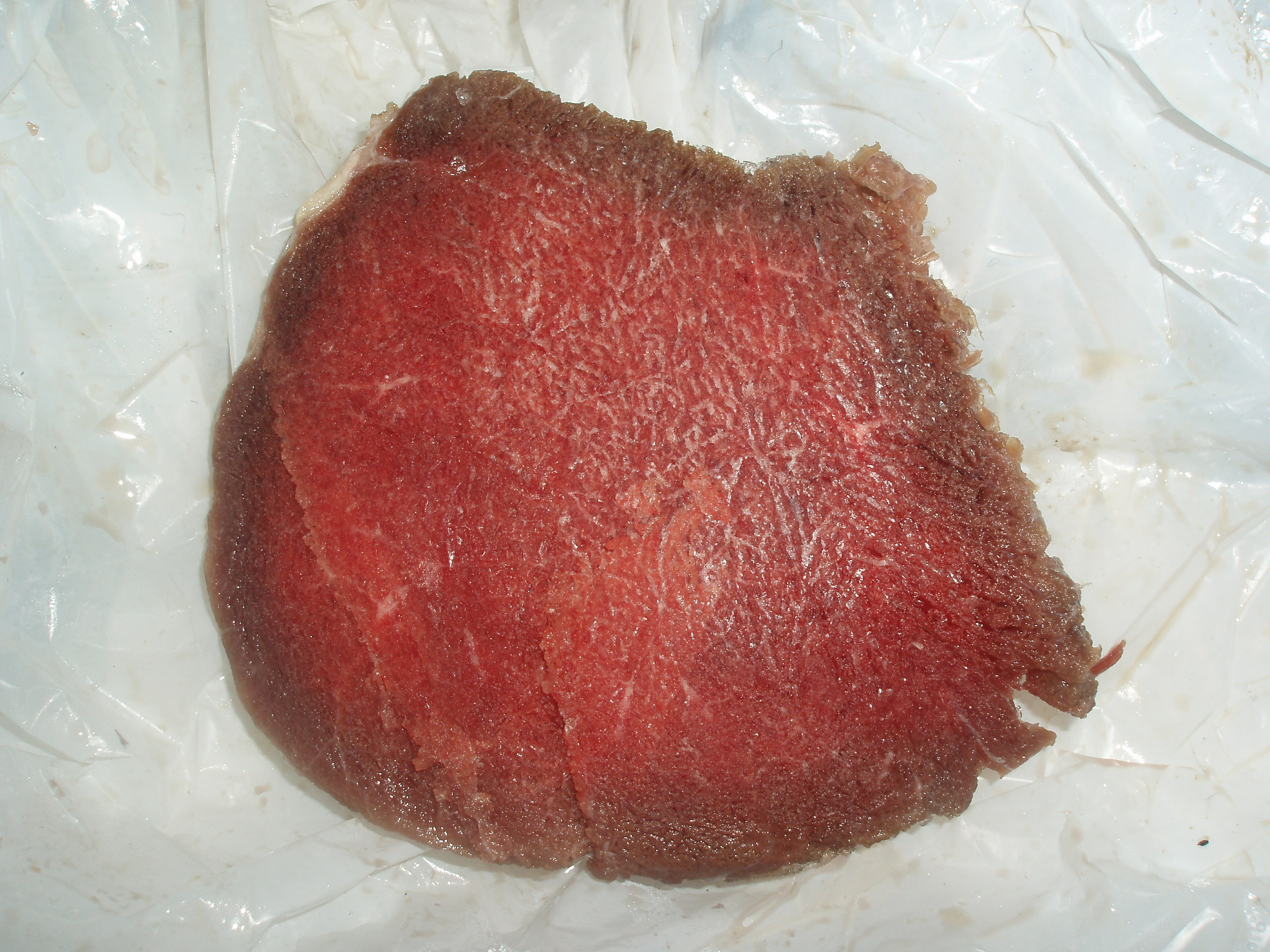
لحم الروحاء

### بشكل فردي وداخل القطيع
تميل طيور الروحاء أن تكون صامتة باستثناء عندما تكون صيصاناً أو عندما يبحث الذكر عن التزاوج حيث يحاول جذب الأنثى بالنداء خلال فصل التزاوج ويرفع مقدّمة جسده ويموّج ريشه، مع المحافظة على رقبته صلبة. يمدّ الطائر بعدها جناحيه ويركض مسافات قصيرة. عندما تلاحظه الأنثى يحرّك رقبته للأمام والخلف بشكل ثُماني. بعدها يتم التزاوج بين الذكر والأنثى.
في الفصول الأخرى حيث يغيب التزاوج، يمكن لهذه الطيور تشكيل قطعان مؤلفة من حوالي عشرين أو خمسة وعشرين طائر. لا تشكل الروحاء قطعاناً في فصل التزاوج.

### الغذاء
الروحاء حيوان قارت، أي يقتات على المواد النباتية والحيوانية، وهو يفضل تناول النباتات ذات الأوراق العريضة، كما يأكل الحبوب والجذور والفاكهة والسحالي والخنافس والجنادب والجيف. الصيصان الصغيرة تأكل فقط الحشرات في الأيام الأولى القليلة.

### الإنتاج
طائر الروحاء مـتعدد الزوجات حيث يبني الذكر عشاً تضع فيه الأنثى بيوضها. يقوم الذكر بوضع بعض البيوض خارج العش كتضحية للمفترس كي لا يحاول دخول العش. يحتضن الذكر البيض ويمكن له أن يستخدم ذكراً آخر تابع كي يقوم بالمهمة، بينما يقوم هو بالبحث عن مكان آخر ليبني عشاً جديداً. تقوم الأنثى بالتزاوج مع ذكور آخرين. يبلغ طائر الروحاء الصغير الحجم الكامل بحلول ستة أشهر ولكن لا يتزاوج قبل إتمام العامين.

## العلاقة مع البشر
يُستخدم الروحاء في عدة استخدامات في أمريكا الجنوبية، فريشه يستخدم لصنع منفضة الغبار، وجلده يستخدم لصنع الملابس، ولحمه يشكل الغذاء الأساسي عند كثير من الناس.
ومن الجدير بالذكر أنه قد وضع رسم حيوان الرية على أحد قطع النقد الأرجنتينية (Argentina's 1 Centavo coin) التي صكت عام 1987.